# Sur les traces du Bembeya Jazz
Pour plus de détails, voir Fiche technique et Distribution.
Sur les traces du Bembeya Jazz est un documentaire burkinabé réalisé en 2007 sur le mythique orchestre de la Guinée, le Bembeya Jazz.

## Synopsis
Dans une bourgade en pleine forêt tropicale de Guinée, naissait en 1961 un groupe de musique qui devient rapidement le plus grand orchestre de l'Afrique moderne. Il s'agit du Bembeya Jazz. Porte drapeau de la révolution guinéenne de Sékou Touré, ce groupe a bercé toute l'Afrique de sa musique. Quarante cinq ans après, c'est le retour aux sources. Malgré les difficultés, le mystère Bembeya reste toujours entier : la légende continue !

## Fiche technique
- Réalisation : Abdoulaye Diallo
- Type : documentaire
- Genre : musical
- année : 2006-2007[2]
- Production : Association SEMFILMS[3]
- Pays de production :  Burkina Faso
- Image : Gidéon Vink
- Son : Claude Bernard Camara
- Musique : Bembeya Jazz, Sékou Bembeya Diabaté, Ali Farka Touré
- Montage : Gidéon Vink[4]

## Récompenses
- FESPACO 2007